# I segreti della notte
I segreti della notte (The Night Clerk) è un film del 2020 scritto e diretto da Michael Cristofer.

## Trama
Bart Bromley, giovane portiere notturno di un hotel con la sindrome di Asperger, ogni sera, chiuso nella sua camera nella casa di sua madre, controlla, con delle telecamere nascoste, le stanze dell'edificio in cui lavora; a causa del suo disturbo, Bart non ha molto successo nelle relazioni sociali così, osservando gli ospiti dell'hotel interagire tra loro, cerca di imparare i loro gesti per sembrare una persona "normale". Non ha mai alcun contatto fisico con la madre, Ethel, che sa, quando è pronta la cena, di dover lasciare un piatto per Bart sulle scale, cosicché lui mangi da solo; è inoltre un ragazzo molto intelligente e capace di gestire diversi impegni senza problemi, infatti il suo capo, il proprietario dell'albergo Ron, non lo controlla nemmeno, fidandosi ciecamente di lui.
Una notte, dopo un giorno di lavoro molto tranquillo, arriva alla reception, dov'è seduto Bart, una donna di nome Karen la quale, dopo essere andata in una delle camere, fa entrare dalla finestra un uomo col tatuaggio di un uccello sul braccio, di cui non si vede il volto: Bart, vigile ai monitor come al solito, non può vedere altro, dato che in quel momento arriva il suo collega Jack, che gli ricorda che il suo turno è finito e lo fa andare via.
In seguito all'assassinio di Karen per mano dello stesso uomo misterioso, Bart diventa subito il primo sospettato, poiché tutto è avvenuto durante il suo turno. Mentre le indagini proseguono, sotto la guida dell'acido commissario Johnny Espada, il giovane fa amicizia con Andrea, nuova ospite dell'albergo; lui presto si innamora di lei, soprattutto perché la ragazza è l'unica persona che lo ascolta quando lui parla del suo rapporto con la sindrome, e di come ciò lo porti a provare disagio nei confronti degli altri, non riuscendo ad essere come loro. Lei al contrario gli conferma che non è "stupido" come lui pensa, ma anzi un ragazzo molto sensibile e amichevole.
Una mattina quindi Bart si reca all'albergo con vestiti eleganti e gel nei capelli, ma tutta la sua autostima crolla quando intravede Andrea, nella camera in cui sta alloggiando, fare sesso con il fidanzato, Nick; quando sta già per andarsene col cuore spezzato, nota come costui abbia lo stesso tatuaggio di un uccello sul braccio, e si allarma.
Di nuovo tramite monitor, Bart vede, immediatamente la sera seguente, che nella camera di Andrea sta avvenendo un litigio tra lei e Nick il quale, quando lei dice di volerlo lasciare, diviene nuovamente violento e la picchia, come fece con Karen prima di ucciderla; Andrea allora tira fuori una pistola e si chiude in bagno, al sicuro. Allora in aiuto arriva Bart che, dopo aver coraggiosamente mandato via Nick dall'hotel, mostra ad Andrea il video dell'omicidio di Karen, così anche lei si rende conto che è stato Nick ad ucciderla. Scioccata, chiede a Bart di accompagnarla, il giorno seguente, in questura, per denunciare l'uomo; Bart accetta e quella notte i due dormono vicini. La mattina dopo, però, Bart scopre che Andrea se n'è andata per scappare con Nick, rubando l'hard disk che conteneva il video incriminante e lasciando la sua pistola nella stanza, pistola con cui Nick aveva ucciso la moglie: a questo punto il ragazzo, che aveva tolto la memoria dall'hard disk, decide di consegnare tutte le memorie contenenti i video dell'omicidio ad Espada, per dargli abbastanza prove per arrestare sia Nick che Andrea. 

## Promozione
Il primo trailer del film viene diffuso il 15 gennaio 2020.

## Distribuzione
La pellicola è stata distribuita limitatamente nelle sale cinematografiche statunitensi a partire dal 21 febbraio 2020.

### Divieti
Negli Stati Uniti il film è stato vietato ai minori di 17 anni per la presenza di "linguaggio non adatto, riferimenti sessuali, nudità ed immagini violente".